# Leichtathletik (Special Olympics)

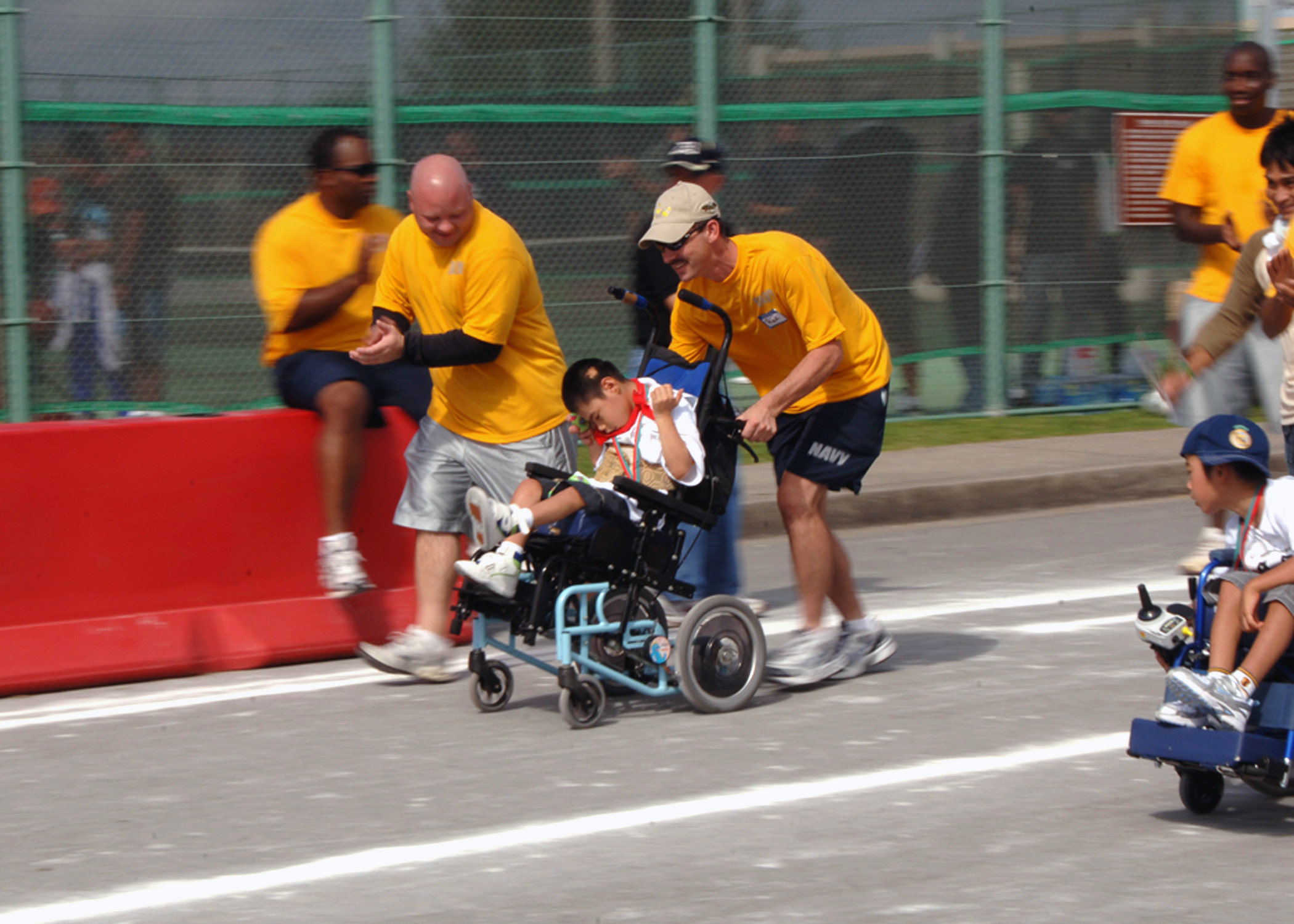
Rollstuhlrennen bei den Special Olympics Games in Okinawa, 2009

Leichtathletik (Special Olympics) ist eine Sportart, die auf den Regeln von Leichtathletik mit den Teilgebieten Laufen, Springen und Werfen beruht und in Wettbewerben und Trainingseinheiten der Organisation Special Olympics weltweit für geistig und mehrfach beeinträchtigte Menschen angeboten wird. Leichtathletik ist bei Special Olympics World Games seit 1968 vertreten.

## Allgemeines
Die Disziplinen der Leichtathletik sind in die Kategorien Lauf, Sprung und Wurf eingeteilt. Sie bilden das Zentrum aller Olympischen Spiele seit der Antike.

## Regeln

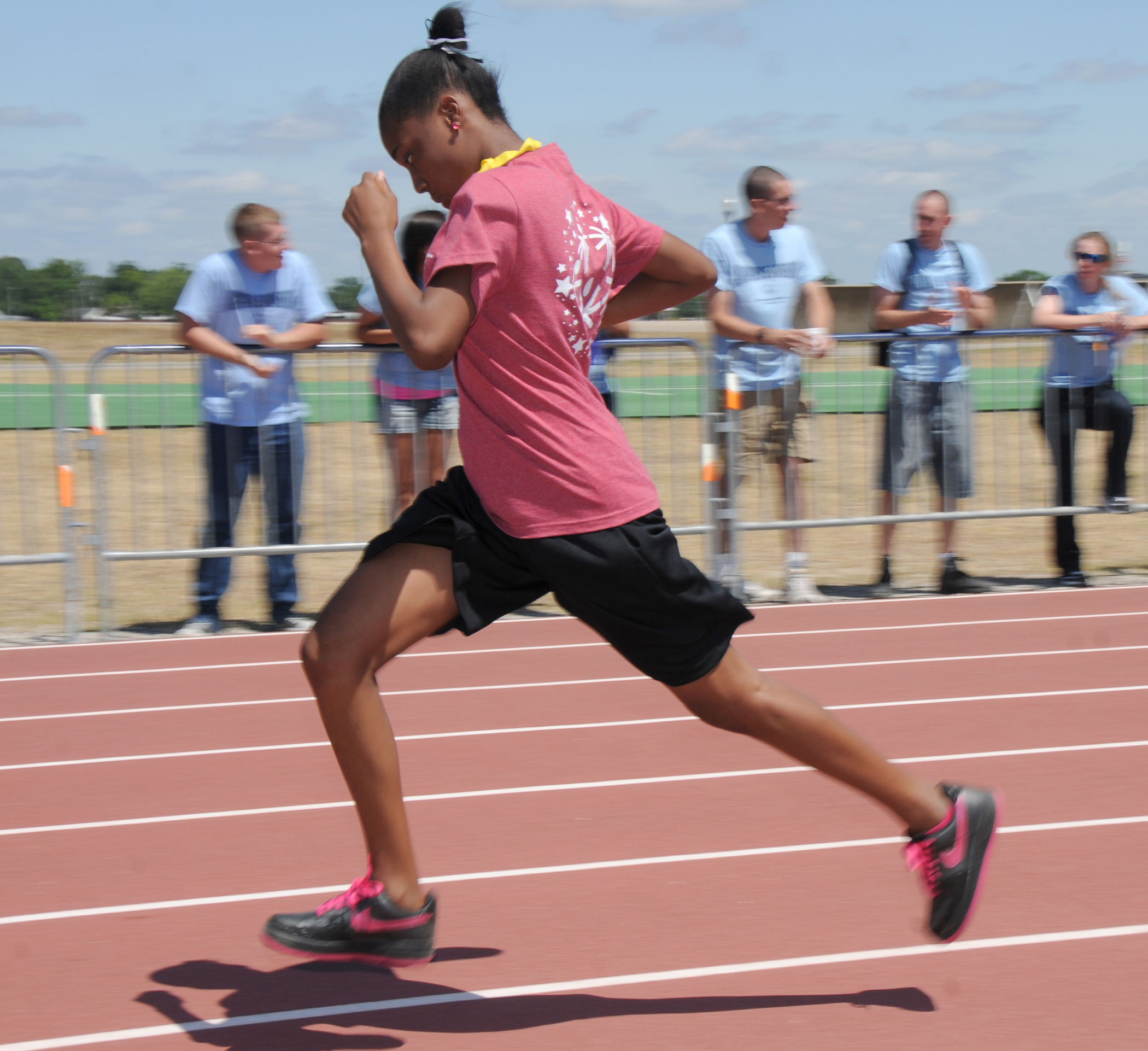
Die Special-Olympics-Athletin Diona Bell bei einem Special-Olympics-Wettbewerb im Hundertmeterlauf, Mississippi Special Olympics Summer Games, 2011

Die Regeln, die bei Special-Olympics-Wettbewerben gelten, basieren auf denen des internationalen Fachverbandes World Athletics. Die Bestimmungen von World Athletics oder die des Deutschen Leichtathletik-Verbandes werden angewendet, soweit sie nicht im Widerspruch zu den offiziellen Special-Olympics-Sportregeln für Leichtathletik oder zu Artikel 1 der Sportregeln stehen. So können Special-Olympics-Wettbewerbe nach weltweit gültigen allgemeinen Standards abgehalten werden.

## Besonderheiten bei Special Olympics

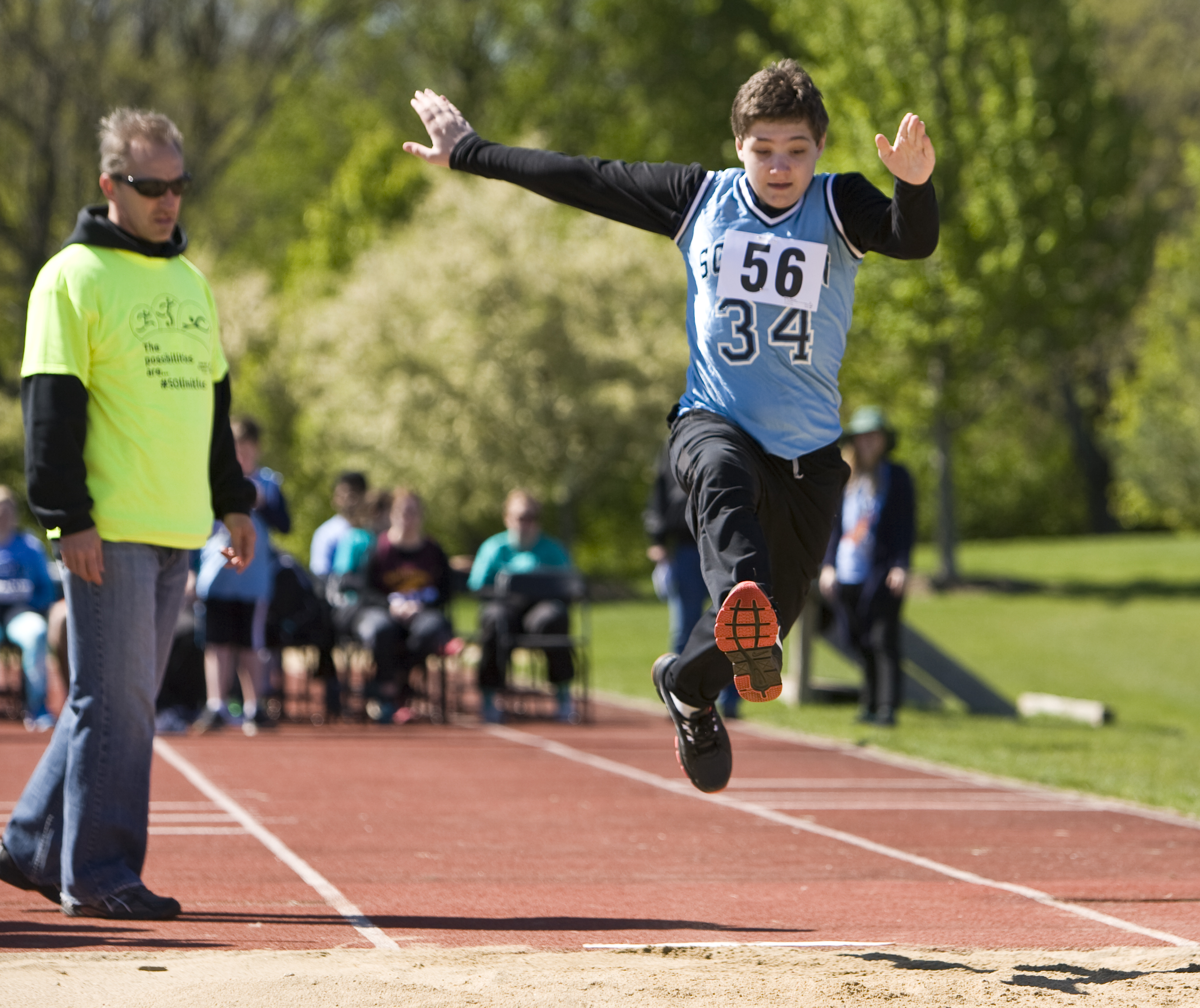
Weitsprung eines Special-Olympics-Athleten bei einem Special-Olympics-Wettbewerb, College of Du Page, 2017

Neben den üblichen Disziplinen werden auch Disziplinen wie Standweitsprung, Ballwurf, Distanzen unter 100 m sowie Rollstuhlwettbewerbe angeboten. Im Hochsprung wurden die zu springenden Höhen gegenüber den Standardmaßen verändert.
Vor den eigentlichen Wettbewerben finden Klassifizierungsrunden statt, damit die Athleten in möglichst leistungshomogene Gruppen eingeteilt werden können. So dürfen etwa Männer der Kategorie 1 beim 50-m-Lauf nicht schneller sein als zehn Sekunden, Frauen zwölf Sekunden; Männer der Kategorie 1 dürfen nicht weiter als 24 m werfen, bei Frauen ist die Grenze 20 m, und beim Weitsprung aus dem Stand liegen die Maximalwerte für Männer bei 1,40 m und für Frauen bei 1,20 m.

## Wettkämpfe
Angeboten werden in Deutschland generell diese Disziplinen:
- Laufwettbewerbe über 25 m, 50 m, 100 m, 200 m, 400 m, 800 m, 1500 m, 3000 m, 5000 m und 10.000 m
- Hürdenwettbewerbe: 110 m Hürden Herren und 100 m Hürden Damen
- Staffelwettbewerbe: Pendelstaffeln (4 × 50 m, 4 × 100 m, 4 × 200 m, 4 × 400 m) und Unified Staffeln (4 × 100 m, 4 × 200 m, 4 × 400 m)
- Weitsprung (mit Absprungzone und vom Balken)
- Weitsprung aus dem Stand
- Hochsprung
- Ballwurf (200 g)
- Weitwurf mit Tennisball
- Kugelstoßen: Mädchen (8 bis 11 Jahre) 2 kg; Jungen (8 bis 11 Jahre), Damen 3 kg, Herren 4 kg
- Mini-Speer: Jungen, Mädchen und Damen 300 g, Herren 400 g
- Fünfkampf (100 m, Weitsprung, Kugelstoßen, Hochsprung, 800 m)
- Gehen: 25 m, 50 m, 100 m, 400 m, 800 m, 1500 m
- Gehen mit Unterstützung (z. B. Krücken): 10 m, 25 m und 50 m
- Rollstuhlwettbewerbe: 10 m, 25 m, 30 m, 50 m, 100 m, 200 m, 400 m; 4 × 25 m Rollstuhlstaffel, Kugelstoßen für Menschen mit Rollstuhl (2 kg) sowie Mini-Speerwurf; Im Rahmen des WBFA gibt es in
- Deutschland auch Angebote für Elektrorollstühle: 30 m und 50 m Slalom sowie 25 m Hindernisrennen
- Halbmarathon
- Marathon

## Angebot bei Special Olympics World Games

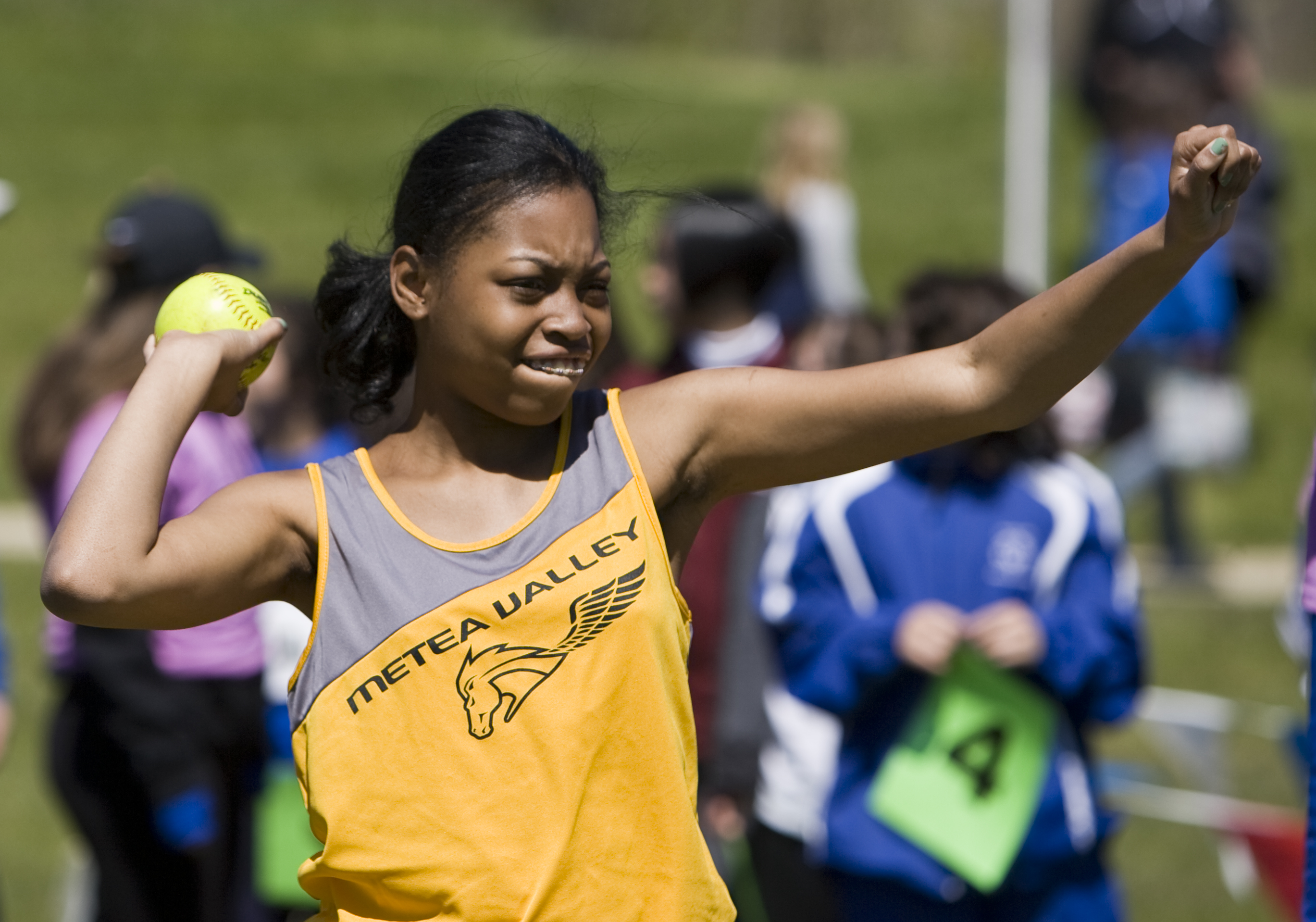
Weitwurf einer Special-Olympics-Athletin bei einem Special-Olympics-Wettbewerb, College of Du Page, 2017

Leichtathletik ist seit 1968 bei Special Olympics World Games vertreten.
Leichtathletik hat von allen Sportarten bei Special Olympics weltweit den größten Zuspruch. 2011 nahmen 1.219.020 Special-Olympics-Athletinnen und Athleten an Wettbewerben in Leichtathletik teil. Zwischen 2004 und 2011 betrug der Zuwachs bei dieser Sportart mehr als 160 Prozent.
Zu den Special-Olympics-Sommerspielen 2023 wurden 797 Athletinnen und Athleten erwartet. Es wurden elf Disziplinen angeboten, jedoch keine Unified-Wettkämpfe.

## Erfolgreiche Athletinnen und Athleten (Auswahl)
- Valentina Beck, Special Olympics Deutschland
- Mónica Del Carmen Giménez, Special Olympics Argentinien
- Norberta da Cruz dos Santos, Special Olympics Timor Leste, Laufen und Kugelstoßen
- Miriam Klimetzek, Special Olympics Deutschland, Standweitsprung, Laufen
- Heidi Kuder, Special Olympics Deutschland, Kugelstoßen, Laufen
- Felizarda Marçal da Costa, Special Olympics Timor Leste, Laufen, Weitsprung
- Annika Meissner, Special Olympics Deutschland, Laufen
- Christelle Paul, Special Olympics Haiti, Laufen
- Tanique Richards, Special Olympics St. Kitts und Nevis, Sprint
- Tamara Röske, Special Olympics Deutschland, Weitsprung
- Marjourie Beatriz Solano Ramírez, Special Olympics Nicaragua, Laufen
- Leonie Spehr, Special Olympics Deutschland, Laufen
- Vasiliki Katsoudi, Special Olympics Hellas, Laufen
- Agnes Wessalowski, Special Olympics Deutschland, Weitsprung, Sprint